# Copa AFF Suzuki de 2014
A AFF Cup 2014, patrocinado pela Suzuki e oficialmente nomeada de Copa AFF Suzuki de 2014, foi a 10ª edição do Campeonato da ASEAN, o campeonato de futebol do Sudeste Asiático. A fase final foi co-organizada pelo Vietnã e Singapura e foi disputada entre os dias de 22  de novembro e 20 de dezembro de 2014. Antes disso, a fase eliminatória foi disputada em outubro, no Laos, dando duas vagas no torneio principal.

## Eliminatórias
Decorreu no Laos entre 12 de outubro e 20 de outubro.
| Pos. | Seleção     | Pts | J | V | E | D | GP | GC | SG |
| ---- | ----------- | --- | - | - | - | - | -- | -- | -- |
|      | Myanmar     | 10  | 4 | 3 | 1 | 0 | 6  | 2  | +4 |
|      | Laos        | 9   | 4 | 3 | 0 | 1 | 10 | 6  | +4 |
|      | Camboja     | 6   | 4 | 2 | 0 | 2 | 6  | 6  | 0  |
|      | Timor-Leste | 4   | 4 | 1 | 1 | 2 | 6  | 5  | +1 |
|      | Brunei      | 0   | 4 | 0 | 0 | 4 | 5  | 12 | -7 |

| Vientiane                           |
| Estádio Nacional Capacidade: 20.000 |
| ----------------------------------- |
|                                     |

### Jogos
| 12-10 | Timor-Leste | 4 - 2 | Brunei | Estádio Nacional, Vientiane, Laos |
|       |             |       |        |                                   |

| 12-10 | Laos | 3 - 2 | Camboja | Estádio Nacional, Vientiane, Laos |
|       |      |       |         |                                   |

| 14-10 | Brunei | 2 - 4 | Laos | Estádio Nacional, Vientiane, Laos |
|       |        |       |      |                                   |

| 14-10 | Myanmar | 0 - 0 | Timor-Leste | Estádio Nacional, Vientiane, Laos |
|       |         |       |             |                                   |

| 16-10 | Timor-Leste | 2 - 3 | Camboja | Estádio Nacional, Vientiane, Laos |
|       |             |       |         |                                   |

| 16-10 | Brunei | 1 - 3 | Myanmar | Estádio Nacional, Vientiane, Laos |
|       |        |       |         |                                   |

| 18-10 | Camboja | 0 - 1 | Myanmar | Estádio Nacional, Vientiane, Laos |
|       |         |       |         |                                   |

| 18-10 | Timor-Leste | 0 - 2 | Laos | Estádio Nacional, Vientiane, Laos |
|       |             |       |      |                                   |

| 20-10 | Myanmar | 2 - 1 | Laos | Estádio Nacional, Vientiane, Laos |
|       |         |       |      |                                   |

| 20-10 | Camboja | 1 - 0 | Brunei | Estádio Nacional, Vientiane, Laos |
|       |         |       |        |                                   |

## Cidades-Sede
| Singapura                               | Singapura                           | Vietnã                              | Vietnã                                |
| Marina Bay                              | Kallang                             | Hanoi                               | Ho Chi Minh                           |
| --------------------------------------- | ----------------------------------- | ----------------------------------- | ------------------------------------- |
| Plataforma Flutuante Capacidade: 30.000 | Estádio Nacional Capacidade: 55.000 | Estádio Nacional Capacidade: 40.000 | Estádio Thống Nhất Capacidade: 25.000 |
|                                         |                                     |                                     |                                       |

## Classificados
| Seleção   | Classificação                | P   | PC  | UC   | Melhor classificação                    |
| --------- | ---------------------------- | --- | --- | ---- | --------------------------------------- |
| Singapura | Anfitrião                    | 10ª | 10ª | 2012 | Campeão em 1998, 2004, 2007 e 2012      |
| Vietnã    | Anfitrião                    | 10ª | 10ª | 2012 | Campeão em 2008                         |
| Malásia   | Índice Técnico               | 10ª | 10ª | 2012 | Campeão em 2010                         |
| Filipinas | Índice Técnico               | 9ª  | 3ª  | 2012 | 4º Lugar em 2010                        |
| Indonésia | Índice Técnico               | 10ª | 10ª | 2012 | Vice-Campeão em 2000, 2002, 2004 e 2010 |
| Tailândia | Índice Técnico               | 10ª | 10ª | 2012 | Campeão em 1996, 2000 e 2002            |
| Myanmar   | Campeão da Eliminatória      | 10ª | 10ª | 2012 | 4º Lugar em 2004                        |
| Laos      | Vice-Campeão da Eliminatória | 10ª | 10ª | 2012 | 7º Lugar em 1996, 1998 e 2012           |

## Fase de Grupos
| Pos. | Seleção   | Pts | J | V | E | D | GP | GC | SG  |
| ---- | --------- | --- | - | - | - | - | -- | -- | --- |
| 1º   | Vietnã    | 7   | 3 | 2 | 1 | 0 | 8  | 3  | +5  |
| 2º   | Filipinas | 6   | 3 | 2 | 0 | 1 | 9  | 4  | +5  |
| 3º   | Indonésia | 4   | 3 | 1 | 1 | 1 | 7  | 7  | 0   |
| 4º   | Laos      | 0   | 3 | 0 | 0 | 3 | 2  | 12 | -10 |

| Pos. | Seleção   | Pts | J | V | E | D | GP | GC | SG |
| ---- | --------- | --- | - | - | - | - | -- | -- | -- |
|      | Tailândia | 9   | 3 | 3 | 0 | 0 | 7  | 3  | +4 |
|      | Malásia   | 4   | 3 | 1 | 1 | 1 | 5  | 4  | +1 |
|      | Singapura | 3   | 3 | 1 | 0 | 2 | 6  | 7  | -1 |
|      | Myanmar   | 1   | 3 | 0 | 1 | 2 | 2  | 6  | -4 |

Grupo A
| 22-11 | Filipinas | 4 - 1 | Laos | Estádio Mỹ Đình, Hanoi, Vietnã |
|       |           |       |      |                                |

| 22-11 | Vietnã | 2 - 2 | Indonésia | Estádio Mỹ Đình, Hanoi, Vietnã |
|       |        |       |           |                                |

| 25-11 | Filipinas | 4 - 0 | Indonésia | Estádio Mỹ Đình, Hanoi, Vietnã |
|       |           |       |           |                                |

| 25-11 | Laos | 0 - 3 | Vietnã | Estádio Mỹ Đình, Hanoi, Vietnã |
|       |      |       |        |                                |

| 28-11 | Indonésia | 5 - 1 | Laos | Estádio Hàng Đẫy, Hanoi, Vietnã |
|       |           |       |      |                                 |

| 28-11 | Vietnã | 3 - 1 | Filipinas | Estádio Mỹ Đình, Hanoi, Vietnã |
|       |        |       |           |                                |

Grupo B
| 23-11 | Malásia | 0 - 0 | Myanmar | Estádio Nacional, Kallang, Singapura |
|       |         |       |         |                                      |

| 23-11 | Singapura | 1 - 2 | Tailândia | Estádio Nacional, Kallang, Singapura |
|       |           |       |           |                                      |

| 26-11 | Malásia | 2 - 3 | Tailândia | Estádio Nacional, Kallang, Singapura |
|       |         |       |           |                                      |

| 26-11 | Myanmar | 2 - 4 | Singapura | Estádio Nacional, Kallang, Singapura |
|       |         |       |           |                                      |

| 29-11 | Tailândia | 2 - 0 | Myanmar | Jalan Besar, Kallang, Singapura |
|       |           |       |         |                                 |

| 29-11 | Singapura | 1 - 3 | Malásia | Estádio Nacional, Kallang, Singapura |
|       |           |       |         |                                      |

## Fase Final
|  | Semifinais | Semifinais | Semifinais | Semifinais |   |         | Final | Final | Final | Final |
|  |            |            |            |            |   |         |       |       |       |       |
|  | Vietnã     | 2          | 2          | 4          |   |         |       |       |       |       |
|  | Malásia    | 1          | 4          | 5          |   |         |       |       |       |       |
|  | Malásia    | 1          | 4          | 5          |   | Malásia | 0     | 3     | 3     |       |
|  |            |            |            |            |   | Malásia | 0     | 3     | 3     |       |
|  |            | Tailândia  | 2          | 2          | 4 |         |       |       |       |       |
|  | Tailândia  | Tailândia  | 2          | 2          | 4 | 0       | 3     | 3     |       |       |
|  | Tailândia  |            |            |            |   | 0       | 3     | 3     |       |       |
|  | Filipinas  | 0          | 0          | 0          |   |         |       |       |       |       |

## Premiação
| Copa AFF Suzuki de 2014 |
| Tailândia               |
| ----------------------- |
| Tailândia (4º título)   |